# 금동약사여래입상
금동약사여래입상은 다음을 가리키는 말이다.
- 경주 백률사 금동약사여래입상 : 국보 제28호
- 금동약사여래입상 (보물 제328호) : 보물 제328호
- 청양 장곡사 금동약사여래좌상 : 보물 제337호
- 삼척천은사금동약사여래입상 : 강원도 시도유형문화재 제148호
- 구미금강사금동약사여래입상 : 경상북도 시도유형문화재 제352호

## 같이 보기
- 제목에 "금동약사여래입상" 항목을 포함한 모든 문서

| Disambiguation icon | 이 문서는 명칭이 같고 같은 종류에 속하는 여러 대상을 연결하는 색인 문서입니다. |